# The Grandmothers
The Grandmothers werd in 1980 opgericht door drie voormalige leden van The Mothers of Invention: Jimmy Carl Black, Bunk Gardner en Don Preston. Naast composities van bandleden speelde de band ook veel nummers van The Mothers of Invention en Frank Zappa. De bezetting veranderde regelmatig en de bandnaam veranderde zo nu en dan lichtjes - voor het laatst in The Grandmothers of Invention.

## Bezetting
Oprichters
- Jimmy Carl Black (drums, zang)
- Don Preston (keyboards, zang)
- Bunk Gardner (saxofoon)
- Tom Fowler (e-basgitaar, viool)
- Walt Fowler (trompet, keyboards, zang)
- Tony Duran (e-gitaar)

Verdere muzikanten
- Napoleon Murphy Brock (saxofoon, zang)
- Ray Collins (zang)
- Phil Davis (keyboards)
- Roy Estrada (e-basgitaar, zang)
- Buzz Gardner (trompet, hoorns)
- Bob Harris (keyboards, trompet, zang)

- Elliot Ingber (e-gitaar)
- Billy Mundi (drums)
- Sandro Oliva (e-gitaar, zang)
- Dave Parlato (e-basgitaar, e-gitaar)
- Sandy Reiner (drums)
- Christy Rundquist (keyboards)

- Jim Sherwood (saxofoon, e-gitaar, zang)
- Denny Walley (e-gitaar)
- Ike Willis (zang, e-gitaar)
- Miroslav Tadic (e-gitaar)
- Christopher Garcia (drums)

## Geschiedenis
Toen het album Welcome Back van Geronimo Black in 1980 werd uitgebracht, bracht het feit dat zes muzikanten uit de omgeving van Zappa/Mothers daarop te horen waren, de voormalige Mothers of Invention-muzikanten Don Preston, Jimmy Carl Black en Bunk Gardner op het idee voor een nieuw project. Ze brachten het datzelfde jaar in de praktijk en formeerden de band The Grandmothers. Enerzijds wijdde de groep zich aan Zappa's creatieve periode van 1965 tot 1969, anderzijds kregen ook stukken van bandleden hun plaats in het repertoire. Eerst werd het album Grandmothers geproduceerd, dat in 1981 werd uitgebracht. Het bevatte twaalf nummers, waarvan er vijf opnieuw werden opgenomen, maar de overige zeven waren al opgenomen tussen 1969 en 1972. Op drie van de vroege opnamen waren The Grandmothers niet te horen, maar wel het trio Menage a Trois, een bandproject van Bunk Gardner, Buzz Gardner en John Balkin.
Een ander oud nummer op dit album werd opgenomen door Don Prestons synthesizerband Raw Milk uit de jaren 1970 met medewerking van Sandy Reiner (drums), Christy Rundquist en Phil Davis (beide synthesizers). In totaal namen 25 muzikanten deel aan het album, waaronder andere voormalige Zappa-muzikanten zoals Jim 'Motorhead' Sherwood, Elliot Ingber, Denny Walley en Dave Parlato. The Grandmothers brachten het album uit in 1981 tijdens twee tournees in Amerika en Europa. Naast Preston, Black en Gardner bestond de bezetting voor de eerste tournee uit de voormalige Mothers-muzikanten Tom Fowler (bas, viool), Walt Fowler (trompet, keyboard, zang) en gitarist Tony Duran. Deze laatste werd tijdens de herfsttournee vervangen door gitarist Denny Walley.
Het volgende album Lookin' up Granny’s Dress werd uitgebracht in 1982. Onder de 15 nummers waren er vier actuele opnamen en negen nummers die live waren opgenomen tijdens de tournees van het voorgaande jaar. Het Ray Collins-nummer Deseri was een opname uit 1962. De nummer Dona documenteert de enige eerder opgenomen opname van het trio Elmer and Fred, dat Bunk Gardner met gitarist Andy Cahan en de bassist Dusty Wakeman had geformeerd. In maart 1982 gaven The Grandmothers drie concerten in Denemarken en één in Duitsland. Gardner en Duran waren vertrokken, gitarist Mike Miller en drummer Tony Morales deden mee voor deze kleine tournee.
Daarna was van The Grandmothers een paar jaar bijna niets meer te horen of zien. In 1988 formeerde Jimmy Carl Black het ensemble First Austin Grandmothers, dat verschillende optredens had. Naast Black bestond deze formatie uit gitarist Mike Harris, percussionist Jeff Hogan, bassist Ener Bladezipper en Gerald 'Eli' Smith, die de houtblazersinstrumenten bespeelde. Twee live-opnamen van deze bezetting werden uitgebracht op het album Eyeinhand Sampler Volume 1 uit 2001, dat alleen materiaal bevatte van muzikanten die op de een of andere manier verwant waren aan Frank Zappa. Het volgende jaar maakten Don Preston en Bunk Gardner opnieuw deel uit voor verdere optredens van The Grandmothers.
Toen Zappa in 1985 The Old Masters Box Volume One uitbracht - de sampler bevatte de eerste zes Mothers of Invention-albums en een mysterieschijf - spanden de voormalige Mothers-leden Jimmy Carl Black, Bunk Gardner en Don Preston een rechtszaak aan. Zij hadden sinds 1969 geen royalty's ontvangen van Zappa voor hun deelname aan deze platen. Ray Collins, Art Tripp en Jim Sherwood sloten zich ook aan bij de rechtszaak en beweerden dat Zappa in totaal $ 16,4 miljoen zou moeten betalen. De schermutselingen smeulden al zes jaar, zonder resultaat. In 1991 spanden de eisers opnieuw een rechtszaak aan tegen Zappa. Het ging over reputatieschade, omdat Zappa zijn verzoek in 1985 publiekelijk een product van een chemische verandering noemde. Zappa zocht een minnelijke schikking. Uiteindelijk nam hij alle juridische kosten van zijn voormalige muzikanten op zich en betaalde hij een onbekend bedrag aan compensatie voor de uitstaande royalty's.
In 1993 kwam het album Dreams on Long Play uit. Naast Black werkten Ener Bladezipper (bas), Roland St. Germain (gitaar, keyboard), Linda Valmets (viool, percussie), Gerald 'Eli' Smith (houtblazers) en Tomas Ramirez (saxofoon) mee aan de opnamen. Versterkt door Gardner en Preston, maar zonder Ramirez voltooide deze bezetting van The Grandmothers in hetzelfde jaar een uitgebreide Europese tournee. Ook in 1993 werd de sampler A Mother of an Anthology uitgebracht, die naast 14 eerder gepubliceerde nummers zeven nieuwe titels bevatte. Black, Preston, Gardner en Bladezipper, evenals gitarist en zanger Sandro Oliva, kwamen in 1994 naar Europa als The Grandmothers of Invention voor een aantal optredens. Deze bezetting nam in hetzelfde jaar het album Who Could Imagine op met de voormalige Mothers-zanger/bassist Roy Estrada.
Als gevolg daarvan kwamen The Grandmothers af en toe bijeen om nummers op te nemen in de opnamestudio van Sandro Oliva in Rome. Black, Oliva en Bladezipper waren in de zomer van 1997 verschillende keren te horen in Duitsland onder de naam The Grandmothers Power Trio. In 1998 gingen The Grandmothers op tournee door Europa. Naast Black, Gardner, Preston, Bladezipper en Oliva omvatte het septet ook toetsenist Mauro Andreoni en drummer Steve B. Roney. Delen van het tourneeprogramma verschenen in 2000 op het livealbum Eating the Astoria, dat in maart 1998 werd opgenomen in het London Astoria Theatre. The Grandmothers ondernamen eind zomer 2000 een uitgebreide tournee door 52 steden. De band was identiek aan de bezetting van 1998, alleen Andreoni was intussen vertrokken. 
In het najaar van 2001 gaven Preston en Gardner twee concerten in de Verenigde Staten met de twee ex-Mothers Billy Mundi (drums) en Roy Estrada, evenals gitarist Ken Rosser. Op dat moment verscheen het album The Eternal Question, dat opnamen bevatte uit 1980 en 1981. Als The Grandmothers West stonden Preston, Estrada, Gardner en Black samen met de voormalige Zappa-muzikanten Bob Harris (trompet) en Napoleon Murphy Brock (zang, saxofoon), evenals gitarist André Cholmondeley en drummer Glenn Leonard in de zomer van 2002 op de 13e Zappanale op het podium in Bad Doberan
Dit concert markeerde het einde van de vorige Grandmothers. Een voor de herfst 2002 geplande tournee met Zappa's zus Candy werd geannuleerd. Preston en Gardner hadden de band verlaten om hun eigen Grandmothers-band op te richten. Vanaf dat moment zou deze band zich wijden aan de creatieve periode van Frank Zappa van 1964 tot 1983. Naast Preston en Gardner behoorden ook Roy Estrada en Napoleon Murphy Brock, maar ook gitarist Ken Rosser en drummer Chris Garcia tot dit ensemble. Reeds opgenomen met de nieuwe bezetting, maar nog steeds onder de oude naam Grandmothers, werd het enige nieuwe album van de nieuwe Grandmothers uitgebracht in 2003: A Grandmothers Night at the Gewandhaus bood de live opname van het concert, dat in maart 2003 in Leipzig was opgenomen.
Verdere optredens in San Francisco, San Diego en Frankfurt am Main volgden in hetzelfde jaar. Na het vertrek van Gardner ging de band in het voorjaar en de zomer van 2004 op twee Europese tournees als The Grandmothers Re: Invented. In januari 2005 volgde een tournee door Italië met dezelfde bezetting. Van de zomer van 2005 tot eind november 2006 bleef de band in ongewijzigde vorm optreden in de Verenigde Staten, Canada, Noorwegen, Bosnië-Herzegovina, Servië en Kroatië, waar de band zich ofwel The Grande Mothers Re: Invented of The Grande Mothers noemde. Vervolgens noemde ze zichzelf The Grandmothers of Invention.

## Discografie
- 1981: Grandmothers
- 1982: Lookin’ up Granny’s Dress
- 1983: Fan Club Talk Album
- 1993: Dreams on Long Play
- 1993: A Mother of an Anthology
- 1994: Who Could Imagine
- 2000: Eating the Astoria
- 2001: 20 Year Anthology of the Grandmothers (CDR)
- 2001: The Eternal Question (CDR)
- 2002: 20 Year Anthology of the Grandmothers (Volume 2) (CDR)
- 2003: A Grandmothers Night at the Gewandhaus